# Paspalum cymbiforme
Paspalum cymbiforme är en gräsart som beskrevs av Eugène Pierre Nicolas Fournier. Paspalum cymbiforme ingår i släktet tvillinghirser, och familjen gräs. Inga underarter finns listade i Catalogue of Life.